# Ligue baltique féminine de football
La Ligue baltique féminine de football (en estonien : Naiste Balti Liiga, en letton : Baltijas Sieviešu futbola līgas, en lituanien : Baltijos moterų futbolo lygos) est une compétition de football rassemblant chaque année les meilleurs clubs féminins des pays baltes.

## Histoire
La Ligue baltique féminine de football a lieu pendant une première période entre 2006 et 2008. La compétition fait son retour en 2017. En 2018, une équipe biélorusse, le FK Minsk, participe également à la compétition.
Les éditions 2020 et 2021 sont annulées à cause de la pandémie de Covid-19, mais le tournoi a de nouveau lieu en 2022.

## Format
La compétition regroupe deux clubs de chaque pays balte. Chaque club affronte deux fois les clubs des autres pays, mais n'affronte pas le club de son propre pays.

## Palmarès

### Palmarès par saison
| Saison | Vainqueur              | Deuxième               | Troisième              |
| ------ | ---------------------- | ---------------------- | ---------------------- |
| 2017   | Gintra Universitetas   | Pärnu JK               | Flora Tallinn          |
| 2018   | FK Minsk               | Gintra Universitetas   | Flora Tallinn          |
| 2019   | Gintra Universitetas   | Flora Tallinn          | FK Dinamo Rīga         |
| 2020   | Compétition abandonnée | Compétition abandonnée | Compétition abandonnée |
| 2021   | Compétition annulée    | Compétition annulée    | Compétition annulée    |
| 2022   | FC Gintra              | Flora Tallinn          | SFK Rīga               |
| 2023   | FC Gintra              | Flora Tallinn          | Saku Sporting          |
| 2024   | Flora Tallinn          | SFK Rīga               | FC Gintra              |

### Palmarès par club
| Club           | Victoires                  | 2e | 3e |
| -------------- | -------------------------- | -- | -- |
| FC Gintra      | 4 (2017, 2019, 2022, 2023) | 1  | 1  |
| FK Minsk       | 1 (2018)                   | 0  | 0  |
| Flora Tallinn  | 1 (2024)                   | 3  | 2  |
| SFK Rīga       | 0                          | 1  | 1  |
| Pärnu JK       | 0                          | 1  | 0  |
| FK Dinamo Rīga | 0                          | 0  | 1  |
| Saku Sporting  | 0                          | 0  | 1  |

### Palmarès par nation
| Nation      | Victoires                  | 2e | 3e |
| ----------- | -------------------------- | -- | -- |
| Lituanie    | 4 (2017, 2019, 2022, 2023) | 1  | 1  |
| Estonie     | 1 (2024)                   | 4  | 3  |
| Biélorussie | 1 (2018)                   | 0  | 0  |
| Lettonie    | 0                          | 1  | 2  |